# Sardonico
Sardonico è un aggettivo che indica un'azione che esprime un'ironia beffarda o sarcasmo. Quando è riferita a una risata, indica un riso amaro, sprezzante o beffardo (riso sardonico).

## Origine del termine
L'etimologia di "sardonico" sia come parola sia come concetto è incerta ma sembra che abbia origine dal nome dell'isola di Sardegna. Secondo la Suda, un'opera bizantina del X secolo, la sua radice primigenia sarebbe da rintracciare nella nozione di ghignare (in greco: sairō) in faccia al pericolo o arricciare le labbra in modo malevolo. 
L'alterazione del termine verso la forma più recente e connessa alla risata sembra abbia origine dall'antica credenza che ingerire la cosiddetta "erba sardonica" (σαρδόνιον) della Sardegna (Σαρδώ) avrebbe provocato convulsioni somiglianti a un sorriso e poi la morte.
Vladimir Propp, nel suo Teoria e storia del folklore, si sofferma sulla risata rituale in riferimento alle usanze di diversi popoli; così parla del riso sardonico:
(Vladimir Propp, Theory and History of Folklore: Ritual laughter in folklore, pp. 134-35. Antologia a cura di Anatoly Liberman (1984).)
La prima apparizione del termine greco sardánios con il significato di "risata amara" si trova nell'Odissea di Omero. Dal greco sardónios derivò successivamente il termine latino sardonius.